# Horisme koreisme
Horisme koreisme är en fjärilsart som beskrevs av Felix Bryk 1948. Horisme koreisme ingår i släktet Horisme och familjen mätare. Inga underarter finns listade i Catalogue of Life.